# Плевицкая, Надежда Васильевна
Надежда Васильевна Плевицкая (урождённая Винникова; 17 [29] сентября 1879, село Винниково, Курская губерния — 1 октября 1940, Ренн, Бретань) — русская певица (меццо-сопрано), исполнительница русских народных песен и романсов. Император Николай II называл её «курским соловьём».

## Биография

### Юность

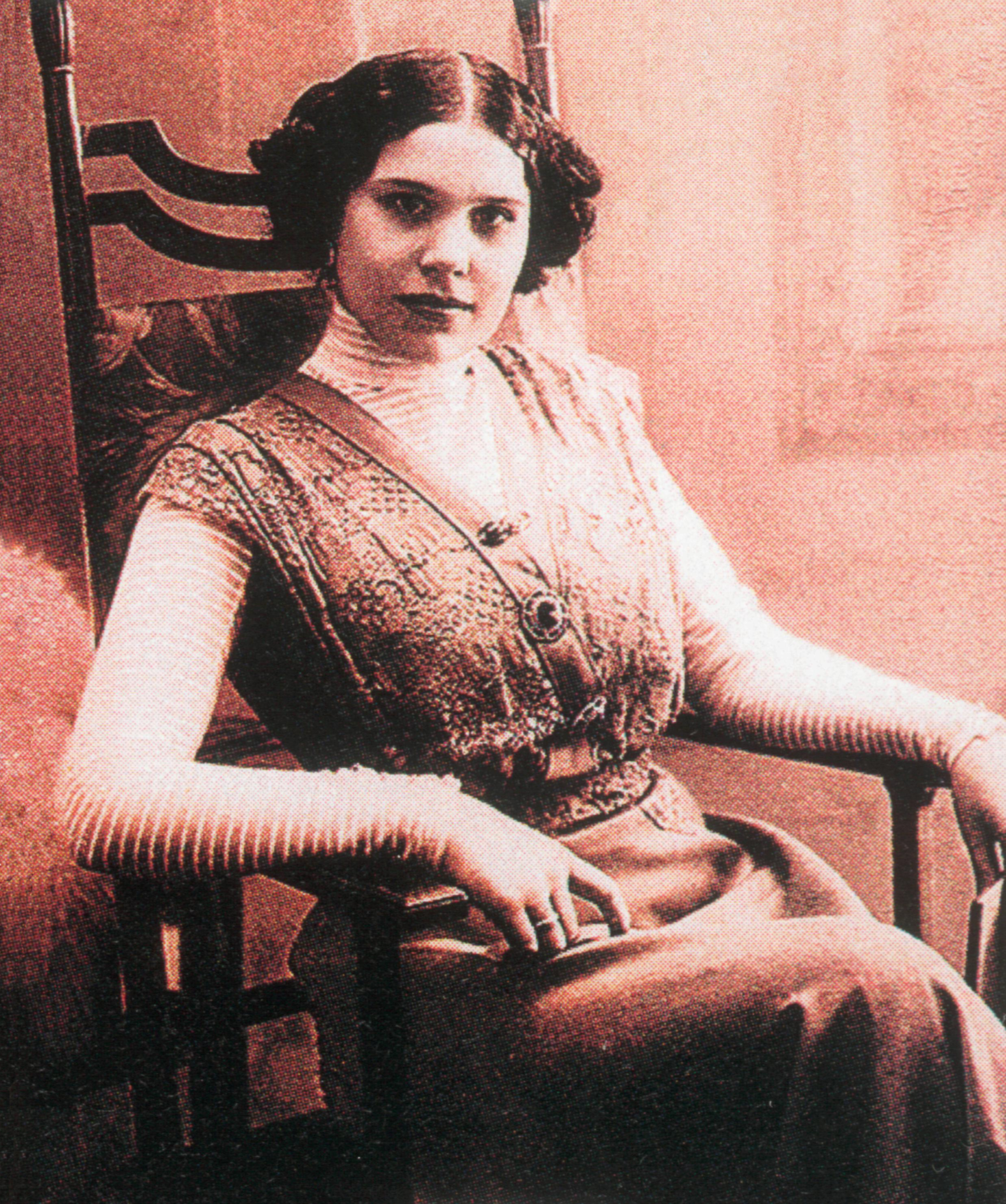
Надежда Плевицкая, 1910-е годы

Надя Винникова воспитывалась в богобоязненной и трудолюбивой крестьянской семье. Образование — два с половиной класса церковно-приходской школы. Страсть к пению привела Дёжку (так называли её родные) в хор Свято-Троицкого женского монастыря, в котором она прожила более двух лет послушницей.
Случайно попав на цирковое представление в Курске, она решается стать циркачкой, и уже через несколько дней Надю принимают в труппу, но её мать узнаёт об этом и мешает планам дочери.
Надя устраивается горничной в богатую купеческую семью, а переехав в Киев, поступает хористкой в капеллу Александры Владимировны Липкиной, где через некоторое время начинает исполнять сольные партии. Малограмотная, не знающая нот крестьянская девушка обладала не только удивительным голосом, но и абсолютным музыкальным слухом и без труда справлялась с самыми сложными сольными партиями, благодаря чему вскоре стала профессиональной певицей. Позднее Надя вступила в балетную труппу Штейна, где встретилась с бывшим солистом балета Варшавского театра Эдмундом Плевицким, за которого в 19 лет вышла замуж.
В течение последующих пяти лет, уже под фамилией Плевицкая, молодая артистка пела в популярном «хоре лапотников» Минкевича, а затем в московском ресторане «Яр», где снискала громкую славу солистки — исполнительницы русских народных песен.

### В зените славы

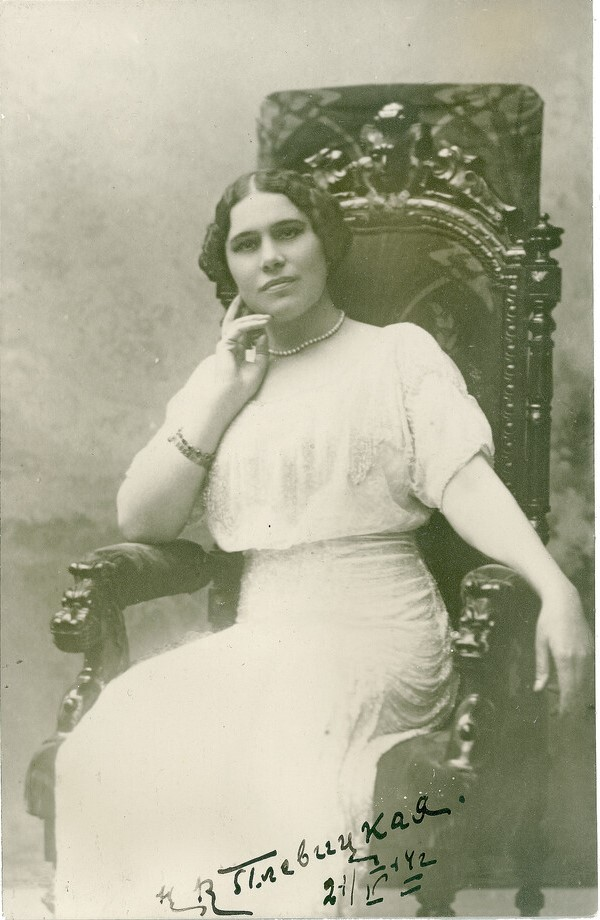
Плевицкая Н. В., 1914 год

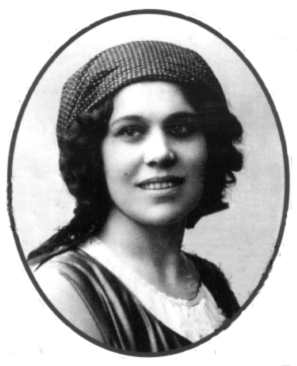

Переломным в судьбе Надежды Плевицкой оказался 1909 год, когда на Нижегородской ярмарке, в ресторане Наумова её услышал Леонид Собинов. При его содействии она выступала в Московской консерватории, была дружна с Шаляпиным (который прослушав весь репертуар Плевицкой пришел в восторг) и многими актёрами Художественного театра. В 1911 году артистка заключила контракт на сорок концертов по всей империи. Этой успешной сделке предшествовало приглашение выступить в Царском селе для императорской семьи. Императрица Александра Фёдоровна, на одном из таких приёмов, за вдохновенное пение подарила Плевицкой брошь с бриллиантами в виде жука.  Почитателем таланта Надежды Плевицкой был Николай II. По рассказам очевидцев, слушая Плевицкую, император низко опускал голову и плакал. На одном из придворных приёмов ей представили поручика Кирасирского Её Величества полка В. А. Шангина, с которым начались у певицы романтические отношения, и перед Первой мировой войной он стал её фактически вторым мужем.
Крупные гонорары Надежды Плевицкой (до 50 тысяч рублей в год) давали ей возможность заниматься благотворительностью. В репертуар она обязательно включала свои коронные номера — «Во пиру была», «Ухарь-купец», «Ой, сад, ты мой сад». Билеты на её сольный концерт были дороги — в первые ряды партера доходило до 10 рублей. Сценический костюм певицы подчеркивал её «русскость» — сарафан, на голове кокошник в жемчугах. Солидные гонорары дали возможность купить участок земли на родине и начать строительство особняка в Винниково. В 1914 году пожар спалил почти всё родное село, Плевицкая стала выступать с благотворительными концертами, пересылая местным погорельцам денежные средства для восстановления села.
Когда началась Первая мировая война, Плевицкая, вместе со своим вторым мужем поручиком лейб-гвардии Кирасирского полка Шангиным, отправилась на фронт, где стала сиделкой в лазарете, в том числе вблизи передовой. Певица увидела ужасы войны — кровь, смерть, страдания раненых. Её муж воевал в тех же местах и погиб в бою в январе 1915 года. После этого с нервным расстройством она была отправлена в Петроград, тогда же Эдмунд Плевицкий даёт ей развод.

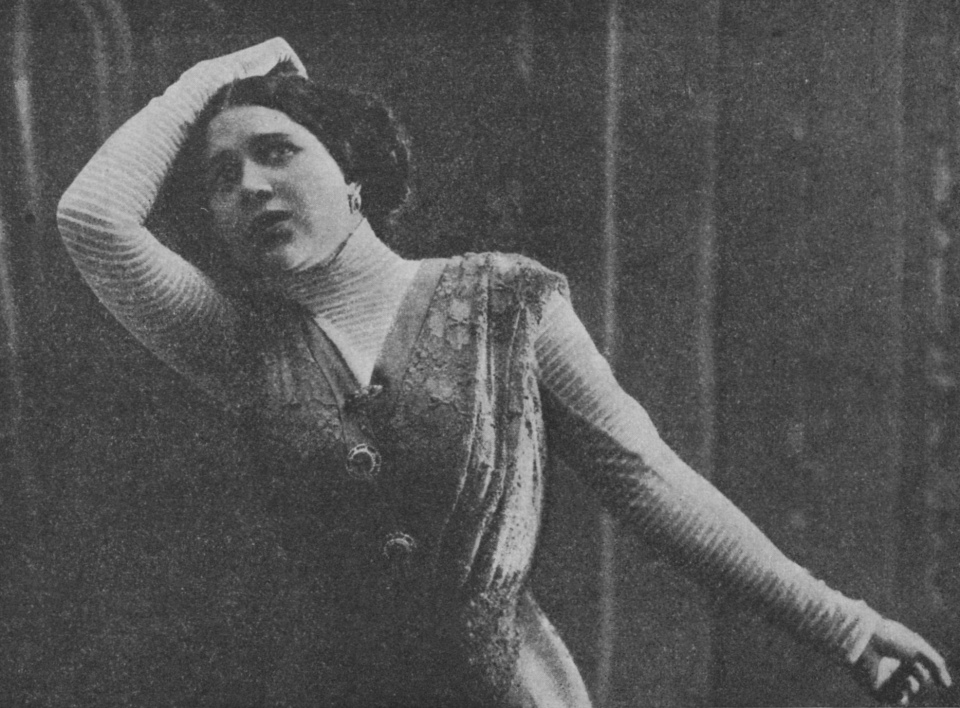
Надежда Плевицкая

### Роли в кино
Летом 1915 и 1916 годов Владимир Гардин в усадьбе Плевицкой снял два фильма «Крик жизни» и «Власть тьмы» с Плевицкой в главной роли. В 1918 году оба фильма были перемонтированы в один под названием «Агафья». Александр Блок в своей записной книжке писал, что Плевицкая была снята в кинокартине «Молодой Ольшанский барин».

### В эмиграции
После революции во время гражданской войны певица оставалась в России, выезжая на фронт для выступления. Во время гастролей осенью 1920 года Плевицкая попала в плен к белым, где она продолжила выступать. Затем вместе с остатками белых частей Надежда Васильевна покинула Россию. Последним мужем певицы стал участник Белого движения генерал-майор, командир Корниловской дивизии Николай Скоблин. Они поженились в 1921 году в Турции, в Галлиполи. Из Галлиполи супруги уехали в Болгарию. В дальнейшем жила в эмиграции — в Германии и Франции, где пользовалась успехом: эмигрантские газеты писали о подлинной «плевицкомании». Она выступала, в основном, перед русскоязычными соотечественниками. В октябре 1926 года она дала концерт в Нью-Йорке. Во время поездки в США певица встречалась с Ф. И. Шаляпиным, С. В. Рахманиновым, скульптуром С. Т. Конёнковым.

### Плевицкая — агент НКВД
В 1930 году начала сотрудничать с ИНО НКВД. В 1937 году была арестована и осуждена французским судом на 20 лет каторги за соучастие вместе с мужем в похищении из Парижа главы РОВС генерала Евгения Миллера. Одновременно с похищением Миллера её муж, Николай Скоблин, бежал из страны и погиб при невыясненных обстоятельствах в Испании.
Президент Франции Альбер Лебрен отказался её помиловать. Плевицкая умерла в женской тюрьме в Ренне 1 октября 1940 года (территория Франции к этому времени уже была оккупирована Третьим рейхом).

## Сочинения
Книга воспоминаний певицы «Дёжкин карагод», состоящая из частей «Мой путь к песне» (1925) и «Мой путь с песней» (1930), была написана и издана в эмиграции.

## Память

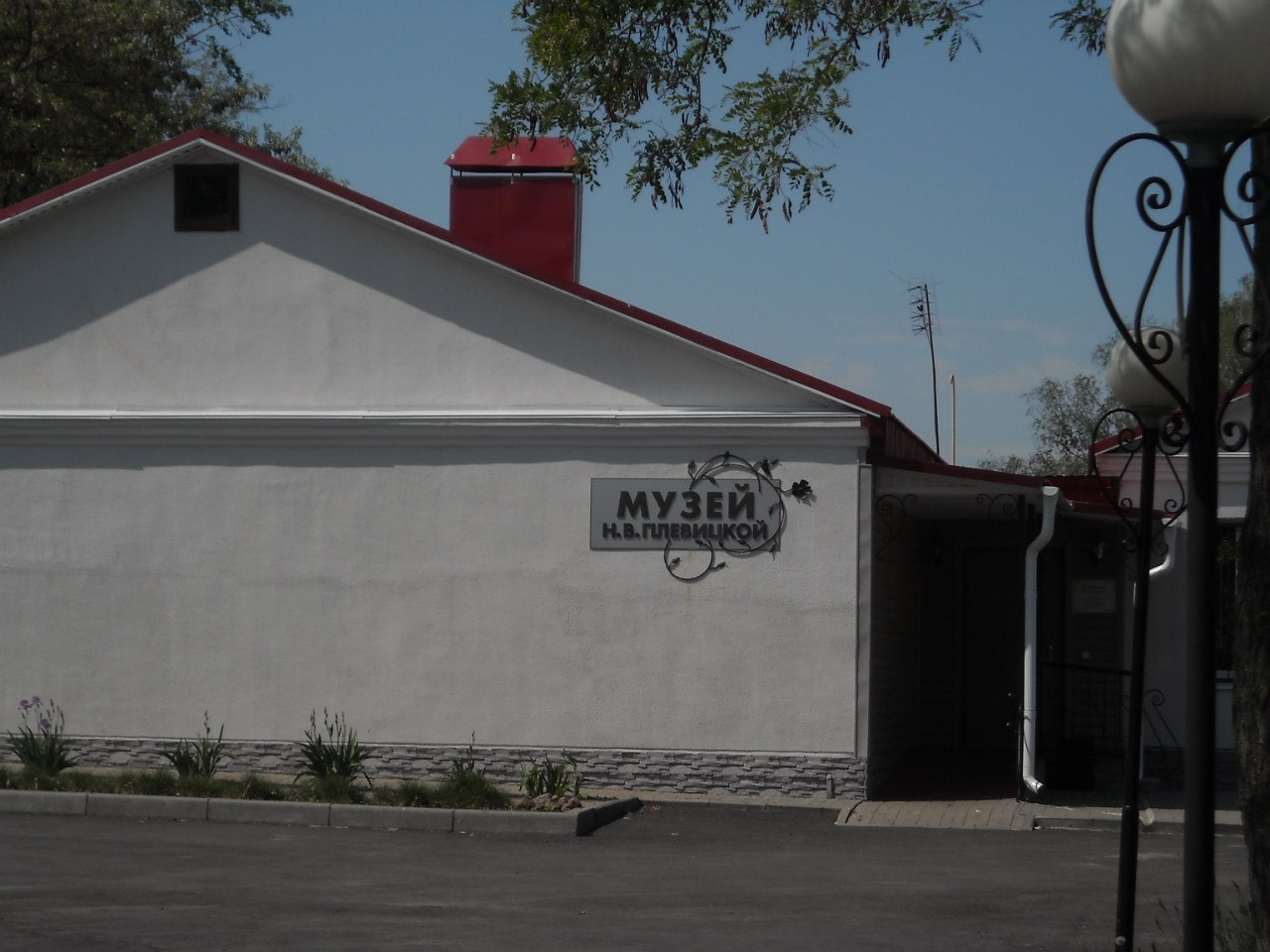
Музей Плевицкой в селе Винниково

- В 1995 году в Курске прошёл первый фестиваль народной песни имени Надежды Плевицкой. Следующие фестивали проходили в 2005, 2007, 2009, 2011, 2013, 2015 годах.
- В городе Курске и родном для Надежды Плевицкой селе Винникове ежегодно проходит Российский фестиваль-конкурс детских фольклорных коллективов «Дёжкин карагод».

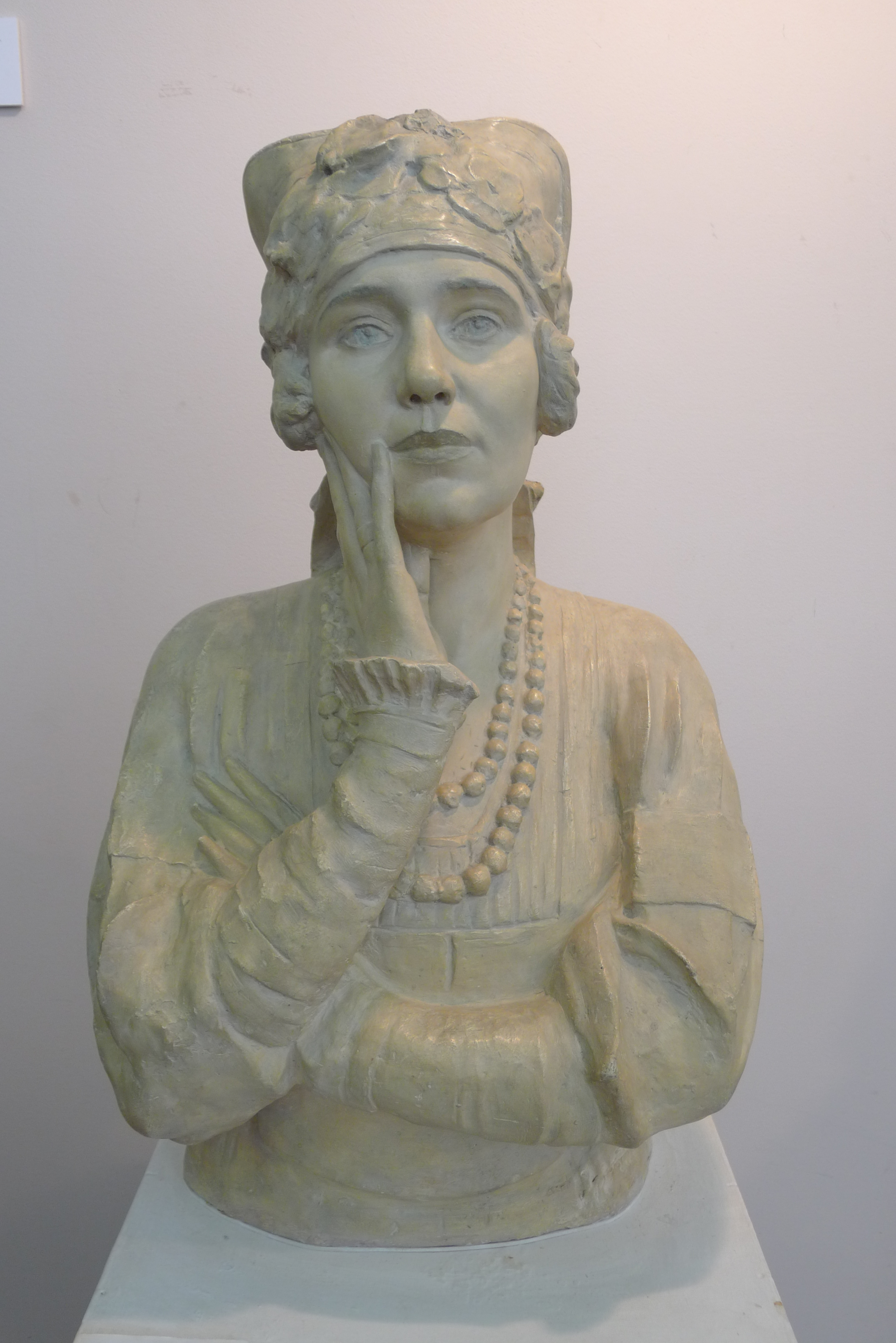
С. Т. Конёнков, Женщина в русском сарафане (Н. Плевицкая), 1924

- 13 июня 1998 года в селе Винникове состоялось освящение и торжественное открытие памятника Плевицкой (скульптор Вячеслав Клыков)[10].
- 3 октября 2009 года в селе Винниково открылся музей, посвящённый её жизни[11].
- В сентябре 2005 года в доме № 12 по улице Золотой в Курске открылась памятная доска в её честь[12].
- Решением Курского городского Собрания от 25 февраля 2011 года № 349-4-ОС один из проспектов города назван именем Надежды Плевицкой.
- В честь Н. В. Плевицкой назван астероид (4229) Плевицкая, открытый в 1971 году советским астрономом Л. И. Черных.
- 17 ноября 2023 года в Курской государственной филармонии состоялась премьера музыкального спектакля «Дочь земли Курской. Надежда Плевицкая» с Викторией Прохоровой в главной роли. Режиссёры — Алина Воронюк и Галина Азиатцева.[13]

## В искусстве

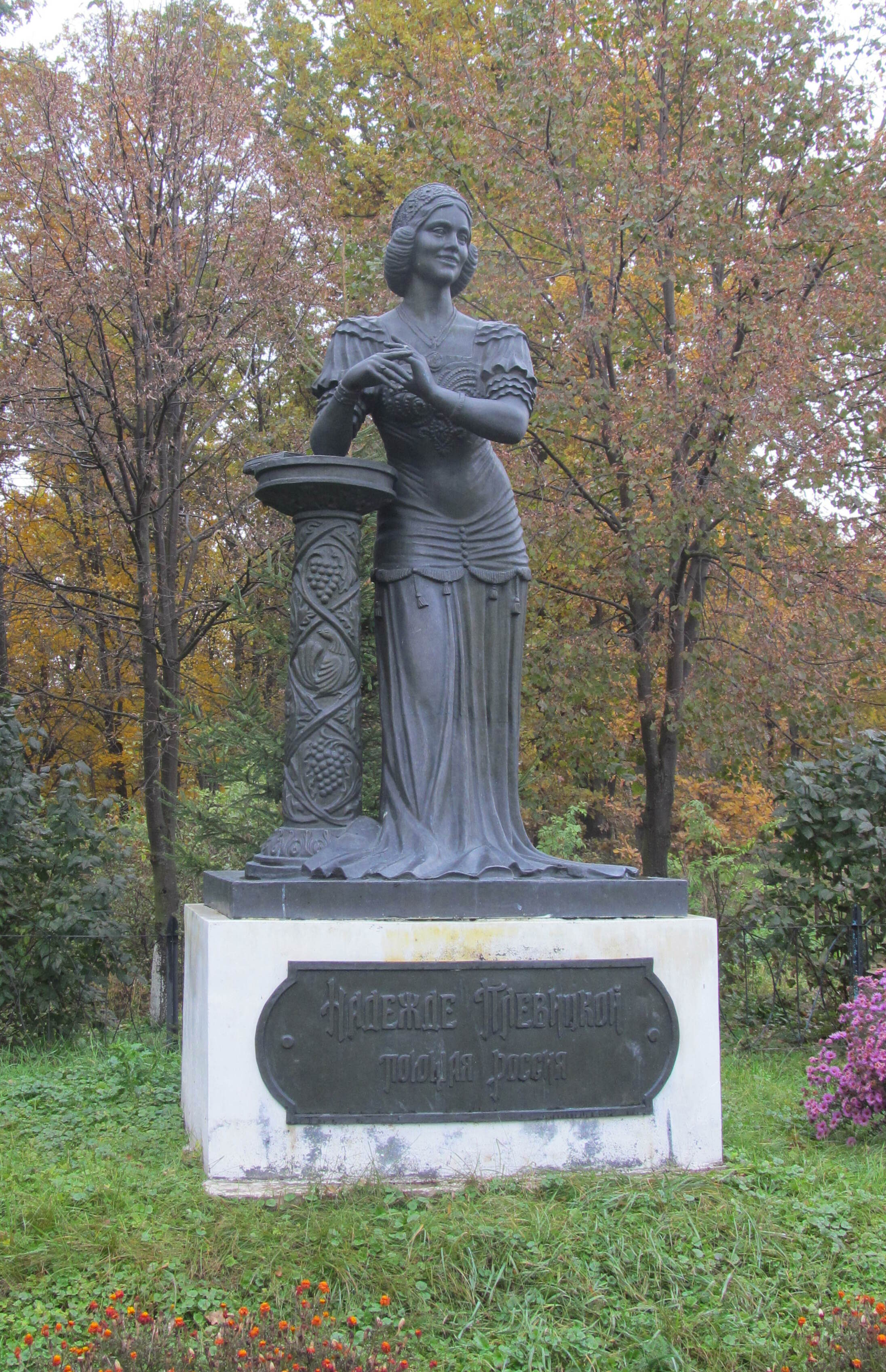
Памятник Н. Плевицкой в селе Винниково Курской области

- Драматической судьбе Плевицкой посвящён рассказ Владимира Набокова «Помощник режиссёра».
- В фильме режиссера Василия Степановича Панина «Певучая Россия», снятого на киностудии «Мосфильм» в 1986 году, роль Надежды Плевицкой исполнила Лариса Алексеевна Курдюмова — оперная певица (меццо-сопрано), солистка оперы Музыкального театра имени К. С. Станиславского и Вл. И. Немировича-Данченко. Фильм рассказывает об основателе первого русского крестьянского хора М. Е. Пятницком, о его жизни, трагической любви и других фактах биографии. В картине нашла отражение музыкальная жизнь России дореволюционного периода.
- Главный женский персонаж фильма Эрика Ромера «Тройной агент», снятого по мотивам истории похищения генерала Миллера, не имеет почти ничего общего с Плевицкой[14].
- Анна Каменкова в художественном сериале «Очарование зла», 2006 год.
- Надежда Плевицкая упоминается в трилогии Анатолия Рыбакова «Дети Арбата» во второй книге «Страх».